# 酮酸

最简单的α-酮酸：丙酮酸（上）
最简单的β-酮酸：乙酰乙酸（中）
最简单的γ-酮酸：乙酰丙酸（下）

酮酸（英語：Keto acid）是一类在生物体内拥有重要作用的有机酸，在氨基酸新陈代谢和维持氧化还原状态的过程中它起一个中心作用。由羰基与羧基的相对位置不同，酮酸常分为：
- α-酮酸，含有α-氨基酸的碳结构骨架。
- β-酮酸，是高能量的（不稳定的）代謝物，它可以失去羧基同时释放能量促进其它反应进行（脱羧）。
- γ-酮酸

## α-酮酸
α-酮酸是两个羰基直接相邻的酮酸，丙酮酸是最简单的α-酮酸。丙酮酸可以随酒精发酵的过程中分解为乙醇和二氧化碳。在酶的作用下也可以分解为乙酰辅酶A和二氧化硫。三羧酸循环中有一个类似的反应。
在实验室里使用硫酸可以瓦解-CO-COOH上比较弱的C-C键，丙酮酸比如可以在这个反应中被分解成一氧化碳和醋酸。
另一个典型的反应是转氨基反应，在这个反应中一个α-酮酸获得一个氨基，同时一个穀氨酸失去一个氨基，而不释放氨。通过这个反应丙酮酸可以转化为丙氨酸，草酰乙酸（它同时是一个α-酮酸和β-酮酸）转化为天冬氨酸，α-酮戊二酸转化为穀氨酸。

## β-酮酸
β-酮酸的两个羧基之间还隔着一个碳原子。乙醯乙酸是最簡單的β-酮酸。β-酮酸非常不稳定，它会自动脱羧，在细胞中这个过程通过催化剂作用发生。比如在糖异生过程中草酰乙酸的脱羧：

## 外部連接
- 醫學主題詞表（MeSH）：Keto+Acids